# Heute Abend wollen wir tanzen geh'n
«Heute Abend wollen wir tanzen geh'n» (Traducción en español: "esta noche queremos ir a bailar") fue la canción alemana en el Festival de la Canción de Eurovisión 1959, interpretada en alemán por Alice y Ellen Kessler.
La canción fue interpretada en sexta posición en la noche (después de Teddy Scholten de los Países Bajos con "Een Beetje" y antes de Brita Borg de Suecia con "Augustin". Al final de la votación, recibió 5 puntos, ubicándose en 8.º lugar de 11.
La canción es un número moderadamente acelerado, con las cantantes sugiriéndole a un chico que quieren ir a bailar "sin freno hasta la mañana del día siguiente".
Fue seguida como representante alemán en el festival del 60 por Wyn Hoop con "Bonne nuit ma chérie".